# Équipe de Tunisie de volley-ball en 1973
L'équipe de Tunisie de volley-ball participe en 1973 aux Jeux africains à Lagos. Elle y remporte la médaille d'argent après sa défaite en finale face à l'Égypte.

## Matchs
| Date         | Lieu  | Adversaire    | Score | Durée | Compétition | Meilleur marqueur | Référence |
| janvier 1973 | Lagos | Sénégal       | 3-0   | -     | JAPT        | -                 |           |
| janvier 1973 | Lagos | Nigeria       | 3-0   | -     | JAPT        | -                 |           |
| janvier 1973 | Lagos | Cameroun      | 3-0   | -     | JAPT        | -                 |           |
| janvier 1973 | Lagos | Côte d'Ivoire | 3-2   | -     | JADF        | -                 |           |
| janvier 1973 | Lagos | Égypte        | 0-3   | -     | JAF         | -                 |           |

JA : match des Jeux africains de 1973
PT Premier tour
DF Demi-finale
F Finale